# Saint-Derrien
Saint-Derrien är en kommun i departementet Finistère i regionen Bretagne i västra Frankrike. Kommunen ligger i kantonen Landivisiau som tillhör arrondissementet Morlaix. År 2022 hade Saint-Derrien 846 invånare.

## Befolkningsutveckling
Antalet invånare i kommunen Saint-Derrien
Referens:INSEE